# Seznam rektorjev Univerze na Dunaju
Seznam rektorjev Univerze na Dunaju.

## Od ustanovitve do reforme Ferdinanda I. (1365–1553)
| Mandat | Ime                                | Rojen(a)  | Umrl(a) | Opombe                       |
| ------ | ---------------------------------- | --------- | ------- | ---------------------------- |
| 1377   | Joannes de Randegg                 | --        | --      | kanonist                     |
| 1378   | Conradus Comes de Hochenberg       | --        | --      | duhovnik                     |
| 1379   | Colomannus Kolb                    | --        | --      |                              |
| 1380   | Rudolphus Comes a Schaunberg       | --        | --      |                              |
| 1381   | M. Gerardus Vischbeckh             | --        | --      |                              |
| 1382   | M. Petrus de Herberstorff          | --        | --      |                              |
| 1383   | Donaldus Abbas                     | --        | --      |                              |
| 1384   | M. Colomannus Kolb                 | --        | --      | glej 1379                    |
| 1384   | M. Joannes Plebanus in Mergen      | --        | --      | kanonik                      |
| 1385   | Heinricus de Odendorop             | --        | --      | pravnik                      |
| 1385   | Conradus Comes de Hochenberg       | --        | --      | glej 1378                    |
| 1386   | M. Colomannus Kolb                 | --        | --      | glej 1384                    |
| 1386   | Hermannus Lurtz de Norinberga      | --        | --      | zdravnik in teolog           |
| 1387   | Fridericus de Gars                 | --        | --      | dekretist                    |
| 1387   | M. Petrus de Herberstorff          | --        | --      | kanonist                     |
| 1388   | M. Georgius Gerhardus Vispeck      | --        | --      | kanonist                     |
| 1389   | M. Lambetus de Gelria              | --        | --      |                              |
| 1390   | Geyselherus Doborku                | --        | --      | dekretist                    |
| 1390   | Hermannus Lurtz de Norinberg       | --        | --      | glej 1386                    |
| 1390   | M. Stephanus de Entzendorff        | --        | --      | teolog                       |
| 1391   | M. Joannes Ruspach                 | --        | --      |                              |
| 1391   | Marguardus de Randegg              | --        | --      | kanonist                     |
| 1392   | Hermannus de Treysa                | --        | --      | zdravnik in kanonist         |
| 1392   | M. Andreas Langenstain             | --        | --      |                              |
| 1393   | M. Heinricus de Langenstain        | 1325      | 1397    | teolog                       |
| 1393   | Leonardus Schauer                  | --        | --      | dekretist                    |
| 1394   | M. Joannes Gallici Vratislaviensis | --        | --      | zdravnik                     |
| 1394   | Wolffhardus Mayr                   | --        | --      | Licentiatus in Artibus       |
| 1395   | M. Colomannus Kolb                 | --        | --      | glej 1386                    |
| 1396   | M. Martinus de Walsee              | --        | --      | zdravnik                     |
| 1396   | M. Colomannus Kolb                 | --        | --      | glej 1395                    |
| 1397   | Stephanus de Entzendorff           | --        | --      | kanonist                     |
| 1397   | Conradus de Penorn                 | --        | --      | dekretist                    |
| 1398   | M. Hermannus de Treysa             | --        | --      | zdravnik                     |
| 1398   | M. Petrus Deckinger Viennensis     | --        | --      | teolog in kanonik            |
| 1399   | M. Lambertus de Gelria             | --        | --      | glej 1389                    |
| 1399   | Casparus Marselstain               | --        | --      | dekretist                    |
| 1400   | Joannes Sylber                     | --        | --      | zdravnik                     |
| 1400   | M. Nicolaus de Matzen              | 1360      | 1425    |                              |
| 1401   | M. Joannes Bervvardt de Villingen  | --        | --      | teolog                       |
| 1401   | D. Schiseslerus                    | --        | --      | dekretist                    |
| 1402   | D. Nicolaus de Fürstenfeld         | --        | --      | zdravnik                     |
| 1402   | M. Joannes Bervvardt de Villingen  | --        | --      | glej 1401                    |
| 1403   | D. Petrus de Treysa                | --        | --      | teolog                       |
| 1403   | M. Petrus Deckinger                | --        | --      | glej 1398                    |
| 1404   | M. Lambertus de Gelria             | --        | --      | glej 1399                    |
| 1404   | Conradus Gelgaer                   | --        | --      |                              |
| 1405   | Nikolaus de Dinckelspüchel         | ~1360     | 1433    | teolog                       |
| 1405   | D. Henricus Persnstein             | --        | --      | dekretist                    |
| 1406   | D. Hermannus de Treysa             | --        | --      | glej 1398                    |
| 1406   | M. Petrus de Tzach de Pulcka       | --        | --      |                              |
| 1407   | M. Ruthgerus Dole                  | --        | --      | kanonik                      |
| 1407   | Heinricus de Kützpüchel            | --        | --      | dekretist in kanonik         |
| 1408   | Joannes Sindrann                   | --        | --      |                              |
| 1408   | M. Joannes Fluck de Pfulendorff    | --        | --      |                              |
| 1409   | M. Michael Suchenschatz            | --        | --      |                              |
| 1409   | M. Petrus Deckinger                | --        | --      | glej 1403                    |
| 1410   | D. Hermannus de Treysa             | --        | --      | glej 1406                    |
| 1423   | Thomas Ebendorfer                  | 1388      | 1564    | teolog                       |
| 1448   | M. Joannes Widman de Dinckelspühel | 1370      | 1465    | pastoralni teolog in fizik   |
| 1471   | Bernard Pergerl                    |           |         | pravnik, matematik, astronom |
| 1486   | Johannes Großnickel (Nicolai)      | um 1440   | --      | astronom                     |
| 1500   | Johannes Cuspinianus               |           |         |                              |
| 1503   | Friedrich (Teschen)                | 1480–1483 | 1507    | Herzog von Teschen           |
| 1512   | Georg Tannstetter                  | 1482      | 1535    |                              |
| 1553   | Laurentius Kirchamer               | --        | --      | pravnik; glej 1551           |

## Od Ferdinandove reforme do združitve z jezuitskom kolegijem (1553–1623)
- Georg Eder (1557)
- Lovrenc Čadež (1564)
- Johann Aicholz (1574)
- Petrus Muchitsch 1577/78
- Johann Baptist Schwarzenthaler (1578)
- Petrus Muchitsch 1578
- Paulus Weidner 1578
- Johann Karl Stredele (~1580)
- Ludwig Freiherr von Türkheim
- Johannes Kaspar Stredele von Montani und Wisberg (1611)
- Heinrich Abermann (1614)

## Od združitve z jezuitskim kolegijem do Terezijanske univerzitetne reforme (1623–1749)
- Johann Carl Aichbühel
- Jurij Kornelij Weinzerle (1633)
- David Gregor Corner (1638)
- Matthäus Kolweiß (1654 in 1670)
- Nicolaus von Avancini (do 1665)
- Paul Sorbait (1668)
- Jurij Wohiniz (1676)
- Berthold Dietmayr (1706)
- Gottfried Bessel (~1725)
- Georg Friedrich Schickh († 1727)

## Od Terezijanske reforme do marčne revolucije (1749–1849)
- Ignaz Parhammer (1781–1782)
- Floridus Leeb (1786–)
- Franz von Zeiller (1803–1807)
- Franz Wirer von Rettenbach (~1830)
- Franz Joseph von Bretfeld-Chlumczansky (1822)
- Josef Alois Jüstel (1823, 1839)
- Meinrad Lichtensteiner (1825)
- Franz Ignatz Cassian Hallaschka (1834)

## Od revolucije do anšlusa (1849–1938)
| Mandat    | Ime                                      | Rojen(a) | Umrl(a) | Opombe                                  |
| --------- | ---------------------------------------- | -------- | ------- | --------------------------------------- |
| 1853      | Carl von Rokitansky                      | 1804     | 1878    | patolog                                 |
| 1854–1855 | Fran Miklošič                            | 1813     | 1891    | slavist                                 |
| 1856–?    | Johann Springer                          |          |         | pravnik                                 |
| 1860–1861 | Johann von Oppolzer                      | 1808     | 1871    | fiziolog                                |
| 1864–1865 | Josef Hyrtl                              | 1810     | 1894    | anatom                                  |
| 1867–1868 | Leopold Freiherr von Neumann             | 1811     | 1888    | mednarodni pravnik                      |
| 1876–1877 | Jožef Stefan                             | 1835     | 1893    | matematik in fizik                      |
| 1877–1878 | Karl Werner                              | 1821     | 1888    | katališki moralni teolog                |
| 1879      | Ernst Wilhelm von Brücke                 | 1819     | 1892    | fiziolog                                |
| 1884–1885 | Hermann Zschokke                         | 1838     | 1920    | biblicist                               |
| 1885–1886 | Joseph Zhisman (Josip Čižman)            | 1820     | 1894    | cerkveni pravnik in zgodovinar, filolog |
| 1888      | Eduard Suess                             | 1831     | 1914    | geolog                                  |
| 1890–1891 | Wilhelm von Hartel                       | 1839     | 1907    | klasični filolog                        |
| 1891–1892 | Adolf Exner                              | 1841     | 1894    | romanist                                |
| 1893      | Gustav Tschermak                         | 1836     | 1927    | mineralog                               |
| 1895–1896 | Anton Menger                             | 1841     | 1906    | civilni pravnik                         |
| 1897–1898 | Carl Toldt                               | 1840     | 1920    | anatom                                  |
| 1898–1899 | Julius Wiesner                           | 1838     | 1916    | botanik                                 |
| 1899–1900 | Wilhelm Anton Neumann                    | 1837     | 1919    | nevrolog                                |
| 1900–1901 | Emil Schrutka Edler von Rechtenstamm     | 1852     | 1918    | civilni pravnik                         |
| 1901–1902 | Jakob Markus Schipper                    | 1842     | 1915    | anglist                                 |
| 1902–1903 | Karl Gussenbauer                         | 1842     | 1903    | kirurg                                  |
| 1903–1904 | Gustav von Escherich                     | 1849     | 1935    | matematik                               |
| 1904–1905 | Franz Martin Schindler                   | 1847     | 1922    | moralni teolog                          |
| 1905–1906 | Eugen von Philippovich-Philippsberg      | 1858     | 1917    | nacionalni ekonomist                    |
| 1906–1907 | Wilhelm Meyer-Lübke                      | 1861     | 1936    | romanist                                |
| 1907–1908 | Viktor von Ebner-Rofenstein              | 1842     | 1925    | histolog                                |
| 1908–1909 | Franz Serafin Exner                      | 1849     | 1926    | fizik                                   |
| 1909–1910 | Heinrich Swoboda                         | 1861     | 1923    | pastoralni teolog                       |
| 1910–1911 | Edmund Bernatzik                         | 1854     | 1919    | ustavni pravnik                         |
| 1911–1912 | Oswald Redlich                           | 1858     | 1944    | zgodovinar                              |
| 1912–1913 | Anton Weichselbaum                       | 1845     | 1920    | anatom                                  |
| 1913–1914 | Richard Wettstein Ritter von Westersheim | 1863     | 1931    | botanik                                 |
| 1914–1915 | Georg Reinhold                           | 1861     | 1951    | osnovni teolog                          |
| 1915–1916 | Adolf Menzel                             | 1857     | 1938    | ustavni pravnik                         |
| 1916–1917 | Emil Reisch                              | 1863     | 1933    | arheolog                                |
| 1917–1918 | Hans Horst Meyer                         | 1853     | 1939    | farmakolog                              |
| 1918–1919 | Friedrich Johann Becke                   | 1855     | 1931    | mineralog                               |
| 1919–1920 | Ernst Freiherr von Schwind               | 1865     | 1932    | pravni zgodovinar                       |
| 1920–1921 | Alfons Dopsch                            | 1868     | 1931    | socialni in gospodarski zgodovinar      |
| 1921–1922 | Gustav Riehl                             | 1855     | 1943    | dermatolog                              |
| 1922–1923 | Karl Diener                              | 1862     | 1928    | geograf                                 |
| 1923–1924 | Johannes Döller                          | 1868     | 1928    | nevrolog                                |
| 1924–1925 | Hans Sperl                               | 1861     | 1959    | pravnik civilnega prava                 |
| 1925–1926 | Karl Luick                               | 1865     | 1935    | anglist                                 |
| 1926–1927 | Hans Molisch                             | 1856     | 1937    | rastlinski fiziolog                     |
| 1927–1928 | Heinrich Peham-Bojenberg                 | 1871     | 1930    | ginekolog                               |
| 1928–1929 | Theodor Innitzer                         | 1875     | 1955    | biblicist                               |
| 1929–1930 | Wenzel Gleispach                         | 1876     | 1944    | penolog                                 |
| 1930–1931 | Hans Uebersberger                        | 1877     | 1962    | zgodovinar                              |
| 1931–1932 | Rudolf Maresch                           | 1868     | 1936    | patolog                                 |
| 1932–1933 | Othenio Abel                             | 1875     | 1946    | paleobiolog                             |
| 1933–1934 | Ernst Tomek                              | 1879     | 1954    | cerkveni zgodovinar                     |
| 1934–1935 | Alexander Hold-Ferneck                   | 1875     | 1955    | mednarodni pravnik                      |
| 1935–1936 | Oswald Menghin                           | 1888     | 1973    | zgodovinar                              |
| 1936–1937 | Leopold Arzt                             | 1883     | 1955    | dermatolog                              |
| 1937–1938 | Ernst Späth                              | 1886     | 1946    | Kemik                                   |

## Tretji rajh(1938–1945)
| Mandat    | Ime             | Rojen(a) | Umrl(a) | Opombe  |
| --------- | --------------- | -------- | ------- | ------- |
| 1938–1942 | Fritz Knoll     | 1883     | 1981    | botanik |
| 1943–1945 | Eduard Pernkopf | 1888     | 1955    | anatom  |

## Od konca vojne do reforme leta 1975 (1945–1975)
| Mandat    | Ime                       | Rojen(a) | Umrl(a) | Opombe                |
| --------- | ------------------------- | -------- | ------- | --------------------- |
| 1945–1947 | Ludwig Adamovich starejši | 1890     | 1955    | pravnik               |
| 1947–1948 | Johann Soelch             | 1883     | 1951    | geograf               |
| 1948–1949 | Wolfgang Denk             | 1882     | 1970    | kirurg                |
| 1949–1950 | Richard Meister           | 1881     | 1964    | pedagog               |
| 1950–1951 | Johannes Gabriel          | 1896     | 1964    | teolog                |
| 1951–1952 | Alfred Verdross           | 1890     | 1980    | mednarodni pravnik    |
| 1952–1953 | Wilhelm Czermak           | 1889     | 1953    | egiptolog             |
| 1953–1954 | Leopold Schönbauer        | 1888     | 1963    | kirurg                |
| 1954–1955 | Johann Radon              | 1887     | 1956    | matematik             |
| 1955–1956 | Karl Johann Jellouschek   | 1887     | 1961    | teolog                |
| 1956–1957 | Johann Schima             | 1894     | 1979    | civilni pravnik       |
| 1957–1958 | Erich Schenk              | 1902     | 1974    | muzikolog             |
| 1958–1959 | Erwin Schneider           | 1892     | 1969    | evangeličanski teolog |
| 1959–1960 | Tassilo Antoine           | 1895     | 1980    | ginekolog             |
| 1960–1961 | Othmar Kuehn              | 1892     | 1969    | paleontolog           |
| 1961–1962 | Franz Arnold              | 1893     | 1963    | kanonist              |
| 1962–1963 | Roland Graßberger         | 1905     | 1991    | kriminolog            |
| 1963–1964 | Albin Lesky               | 1896     | 1981    | klasični filolog      |
| 1964–1965 | Karl Fellinger            | 1904     | 2000    | Internist             |
| 1965–1966 | Nikolaus Hofreiter        | 1904     | 1990    | matematik             |
| 1966–1967 | Karl Hörmann              | 1915     | 2004    | moralni teolog        |
| 1967–1968 | Fritz Schwind             | 1913     | 2013    | civilni pravnik       |
| 1968–1969 | Walther Kraus             | 1902     | 1997    | klasični filolog      |
| 1969–1970 | Fritz Zerbst              | 1909     | 1994    | evangeličanski teolog |
| 1970–1971 | Richard Biebl             | 1908     | 1974    | botanik               |
| 1971–1972 | Alexander Dordett         | 1916     | 1984    | kanonist              |
| 1972–1973 | Günther Winkler           | 1929     | –       | pravnik               |
| 1973–1975 | Siegfried Korninger       | 1925     | 2006    | anglist               |

## Od reforme leta 1975 do reforme leta 2000 (1975–2000)
| Mandat    | Ime                   | Rojen(a) | Umrl(a) | Opombe                                |
| --------- | --------------------- | -------- | ------- | ------------------------------------- |
| 1975–1976 | Franz Seitelberger    | 1916     | 2007    | nevrolog                              |
| 1977–1979 | Kurt Komarek          | 1926     | --      | kemik                                 |
| 1979–1981 | Winfried Platzgummer  | 1930     | --      | penolog                               |
| 1981–1983 | Richard G. Plaschka   | 1925     | 2001    | zgodovinar vzhodne Evrope             |
| 1983–1985 | Hans Tuppy            | 1924     | --      | biokemik, 1987-89 minister za znanost |
| 1985–1989 | Wilhelm Holczabek     | 1918     | 2001    | zgodovinar medicine                   |
| 1989–1991 | Karl R. Wernhart      | 1941     | --      | antropolog                            |
| 1991–1998 | Alfred Ebenbauer      | 1945     | 2007    | germanist                             |
| 1998–1999 | Wolfgang Greisenegger | 1938     | --      | gledališčnik                          |

## Od reforme leta 2000
| Mandat                                  | Ime            | Rojen(a) | Umrl(a) | Opombe  |
| --------------------------------------- | -------------- | -------- | ------- | ------- |
| od 2000 (ponovno izvoljen 2003 in 2007) | Georg Winckler | 1943     | --      | agronom |